# Georges Damitio

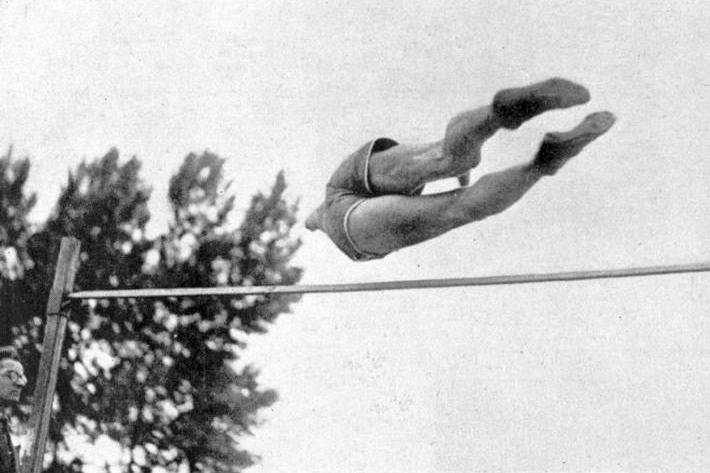
Georges Damitio en 1946.

Georges Damitio (né le 20 mai 1924 à Toulouse et mort le 7 septembre 1994 à Biarritz) est un athlète français, spécialiste du saut en hauteur et du saut en longueur.

## Biographie
Aux championnats du Maroc 1943, Georges Damitio saute 1,865 m au saut en hauteur et établit un nouveau record d'Afrique du nord.
Il remporte six titres de champion de France de saut en hauteur (1947, 1948, 1949, 1951, 1952 et 1953) et un titre au saut en longueur (1947).
Lors des Jeux olympiques de 1948, à Londres, il se classe 5e du saut en hauteur et 6e du saut en longueur. En 1951, il remporte le titre de la hauteur des premiers Jeux méditerranéens, à Alexandrie, avec un saut à 2,00 m.
Il améliore à deux reprises le record de France du saut en hauteur, le portant à 1,97 m en 1948, et à 2,02 m en 1949.
Il est le dernier Français à posséder le record de France du saut en hauteur en sautant en ciseau avec retournement intérieur.
Son principal rival sur le sol français fut Papa Gallo Thiam.

## Palmarès

### International
- 29 sélections.

| Date | Compétition         | Lieu       | Résultat | Épreuve          | Performance |
| ---- | ------------------- | ---------- | -------- | ---------------- | ----------- |
| 1948 | Jeux olympiques     | Londres    | 5e       | Saut en hauteur  | 1,95 m      |
| 1948 | Jeux olympiques     | Londres    | 6e       | Saut en longueur | 7,07 m      |
| 1951 | Jeux méditerranéens | Alexandrie | 1er      | Saut en hauteur  | 2,00 m      |

### National
- Championnats de France d'athlétisme:
- vainqueur du saut en hauteur en 1947 (FA Casablanca, et suivants), 1948, 1949, 1951, 1952 et 1953;
- vainqueur du saut en longueur en 1947 (7,35 m);
  -  vice-champion de France du saut en hauteur en 1950;
  -  troisième du championnat de France du saut en hauteur en 1946 (licencié à Rabat);
  - 4e du championnat de France de saut en hauteur en 1954 et 1955 (licencié au PS Besançon).

## Records
| Épreuve          | Performance | Lieu | Date |
| ---------------- | ----------- | ---- | ---- |
| Saut en hauteur  | 2,02 m      |      | 1949 |
| Saut en longueur | 7,35 m      |      | 1947 |